# Андреа Арнольд
Андре́а Арно́льд (англ. Andrea Arnold; нар. 5 квітня 1961, Дартфорд, Кент, Англія) — британська кінорежисерка, сценаристка й акторка.

## Життєпис
Андреа Арнольд народилася 5 квітня 1961 році в Дартфорді, графство Кент, Англія. Була старшою з чотирьох дітей у сім'ї. Її матері було лише 16, а батькові 17 років, коли вона народилася. Батьки розлучилися, коли Андреа була ще в молодому віці. Її мати була змушена виховувати чотирьох дітей самотужки, про що Арнольд згадує у своїй короткометражці «Оса» (2003).
Після закінчення школи наприкінці 1970-х Арнольд працювала на телебаченні як танцюристка шоу, зокрема у проєкті BBC Top of the Pops. Вперше здобула популярність як акторка і телеведуча (разом з Сенді Токсвіг, Ніком Стеверсеном і Нілом Б'юкененом) дитячого телевізійного шоу 1980-х № 73 на каналі ITV. Після того, як № 73 у 1988 році було закрито, Андреа Арнольд ще протягом двох років працювала в команді дитячої програми Motormouth, який демонструвався у тому ж часовому інтервалі. У 1990-х роках Арнольд писала сценарії для A Beetle Called Derek, шоу, орієнтованого на підвищення екологічної обізнаності молоді.

## Кар'єра у кіно
Після завершення своєї кар'єри на телебаченні Андреа Арнольд навчалася в приватній некомерційній AFI Conservatory при Американському інституті кіно в Лос-Анджелесі, де набула досвіду в кіноіндустрії та, повернувшись до Англії, вивчала сценарне мистецтво в PAL Labs у Кенті. Після навчання вона почала знімати короткометражні фільми для телебачення.
Третя короткометражна стрічка Арнольд «Оса» (англ. Wasp) у 2004 році здобула премію «Оскар» у категорії за найкращий ігровий короткометражний фільм .
У 2006 році Андреа Арнольд поставила за власним сценарієм свій перший повнометражний фільм «Червоний шлях». Стрічка брала участь у змаганні за Золоту пальмову гілку в конкурсній програмі 59-му Каннському міжнародному кінофестивалі і отримала Приз журі . Крім того, фільм отримав премію BAFTA за найкращий дебют британського сценариста, режисера або продюсера та кілька шотландських премій BAFTA, зокрема за найкращу режисерську роботу та найкращий сценарій.
Прем'єра наступного фільму Андреа Арнольд «Акваріум» (2009) відбулася на 62-му Каннському міжнародному кінофестивалі, де він, як і попередня стрічка, здобув Приз журі фестивалю. «Акваріум» також відзначено премію BAFTA за видатний британський фільм. 2011 року Арнольд адаптувала для кіно роман Емілі Бронте «Грозовий перевал». Фільм показали в конкурсі на 68-му Міжнародному кінофестивалі у Венеції у вересні 2011 року, він здобув премію Золота Озелла за найкращу операторську роботу.
Четвертий повнометражний фільм Арнольд «Американська любка» (2016) змагався за Золоту пальмову гілку 69-го Каннського міжнародного кінофестивалю та став третім фільмом режисерки, який отримав у Каннах Приз журі.

## Фільмографія
| Рік   |     | Назва українською                | Оригінальна назва | Режисерка | Сценаристка |
| ----- | --- | -------------------------------- | ----------------- | --------- | ----------- |
| 1997  | к/м | Молоко                           | Milk              | Так       | Так         |
| 2001  | к/м | Собака                           | Dog               | Так       | Так         |
| 2003- | т/с | Підйом                           | Coming Up         | Так       |             |
| 2003  | к/м | Оса                              | Wasp              | Так       | Так         |
| 2006  |     | Червоний шлях                    | Red Road          | Так       | Так         |
| 2009  |     | Акваріум                         | Fish Tank         | Так       | Так         |
| 2011  |     | Грозовий перевал                 | Wuthering Heights | Так       | Так         |
| 2014- | т/с | Очевидне                         | Transparent       | Так       |             |
| 2016  |     | Американська любка               | American Honey    | Так       | Так         |
| 2019  | т/с | Велика маленька брехня (2 сезон) | Big Little Lies   | Так       |             |

## Визнання
| Рік                                                              | Категорія                                                             | Фільм              | Результат |
| ---------------------------------------------------------------- | --------------------------------------------------------------------- | ------------------ | --------- |
| Стокгольмський міжнародний кінофестиваль                         |                                                                       |                    |           |
| 2003                                                             | Найкращий короткометражний фільм                                      | Оса                | Перемога  |
| 2009                                                             | Премія Бронзовий кінь за найкращий фільм                              | Акваріум           | Номінація |
| 2011                                                             | Премія Бронзовий кінь за найкращий фільм                              | Грозовий перевал   | Номінація |
| Всесвітній кінофестиваль короткометражних фільмів у Торонто      |                                                                       |                    |           |
| 2003                                                             | Найкращий короткометражний фільм                                      | Оса                | Номінація |
| Тиждень короткометражного кіно в Регенбурзі (Німеччина)          |                                                                       |                    |           |
| 2003                                                             | Спеціальна згадка молодіжного журі                                    | Собака             | Перемога  |
| 2004                                                             | Найкращий міжнародний короткометражний фільм                          | Оса                | Перемога  |
| Кембріджський кінофестиваль                                      |                                                                       |                    |           |
| 2004                                                             | Приз глядацьких симпатій за найкращий короткометражний фільм          | Оса                | Перемога  |
| Коркський міжнародний кінофестиваль (Ірландія)                   |                                                                       |                    |           |
| 2004                                                             | Приз молодіжного журі за найкращий незалежний короткометражний фільм  | Оса                | Перемога  |
| 2004                                                             | Приз за найкращий міжнародний короткометражний фільм                  | Оса                | Перемога  |
| Краківський кінофестиваль                                        |                                                                       |                    |           |
| 2004                                                             | Приз Золотий дракон                                                   | Оса                | Перемога  |
| 2004                                                             | Приз «Дон Кіхот» Міжнародної федерації кіноклубів — Спеціальна згадка | Оса                | Перемога  |
| Міжнародний кінофестиваль короткометражних фільмів в Обергаузені |                                                                       |                    |           |
| 2004                                                             | Головний приз                                                         | Оса                | Перемога  |
| 2004                                                             | Приз екуменічного жура — Почесна згадка                               | Оса                | Перемога  |
| 2004                                                             | Приз Міністерства розвитку, культури і спорту                         | Оса                | Перемога  |
| Премія «Оскар»                                                   |                                                                       |                    |           |
| 2005                                                             | Найкращий ігровий короткометражний фільм                              | Оса                | Перемога  |
| Кінофестиваль «Санденс»                                          |                                                                       |                    |           |
| 2005                                                             | Найкращий короткометражний фільм                                      | Оса                | Перемога  |
| Каннський міжнародний кінофестиваль                              |                                                                       |                    |           |
| 2006                                                             | Золота пальмова гілка                                                 | Червоний шлях      | Номінація |
| 2006                                                             | Приз журі                                                             | Червоний шлях      | Перемога  |
| 2009                                                             | Золота пальмова гілка                                                 | Акваріум           | Номінація |
| 2009                                                             | Приз журі                                                             | Акваріум           | Номінація |
| 2016                                                             | Золота пальмова гілка                                                 | Американська любка | Номінація |
| 2016                                                             | Приз журі                                                             | Американська любка | Перемога  |
| 2016                                                             | Приз екуменічного журі — Спеціальна згадка                            | Американська любка | Перемога  |
| Нагороди Британського кіноінституту                              |                                                                       |                    |           |
| 2006                                                             | Сазерленд Трофі                                                       | Червоний шлях      | Перемога  |
| Премія BAFTA, Шотландія                                          |                                                                       |                    |           |
| 2006                                                             | Найкращий режисер                                                     | Червоний шлях      | Перемога  |
| 2006                                                             | Найкращий сценарій                                                    | Червоний шлях      | Перемога  |
| Премія Британського незалежного кіно                             |                                                                       |                    |           |
| 2006                                                             | Премія Дуглісі Гіккокса                                               | Червоний шлях      | Номінація |
| 2009                                                             | Найкращий режисер                                                     | Акваріум           | Перемога  |
| 2009                                                             | Найкращий сценарій                                                    | Акваріум           | Номінація |
| Премія BAFTA                                                     |                                                                       |                    |           |
| 2007                                                             | Премія Карла Формана найперспективнішому початківцю                   | Червоний шлях      | Перемога  |
| 2010                                                             | Премія імені Олександра Корди за видатний британський фільм року      | Червоний шлях      | Перемога  |
| Премія Лондонського кола кінокритиків                            |                                                                       |                    |           |
| 2007                                                             | Найкращий британський режисер року                                    | Червоний шлях      | Номінація |
| 2007                                                             | Найкращий початківець року                                            | Червоний шлях      | Перемога  |
| 2010                                                             | Найкращий британський режисер року                                    | Акваріум           | Перемога  |
| Міжнародний кінофестиваль у Чикаго                               |                                                                       |                    |           |
| 2009                                                             | Приз Срібний Г'юго                                                    | Акваріум           | Перемога  |
| 2009                                                             | Спеціальний приз журі                                                 | Акваріум           | Перемога  |
| Премія Європейської кіноакадемії                                 |                                                                       |                    |           |
| 2009                                                             | Найкращий європейський фільм                                          | Акваріум           | Номінація |
| 2009                                                             | Найкращий режисер                                                     | Акваріум           | Номінація |
| Кінофестиваль Фанташпорту                                        |                                                                       |                    |           |
| 2010                                                             | Найкращий фільм                                                       | Акваріум           | Перемога  |
| 2010                                                             | Найкращий сценарій                                                    | Акваріум           | Перемога  |
| Премія «Боділ»                                                   |                                                                       |                    |           |
| 2011                                                             | Найкращий не американський фільм                                      | Акваріум           | Номінація |
| Венеційський міжнародний кінофестиваль                           |                                                                       |                    |           |
| 2011                                                             | Золотий лев                                                           | Грозовий перевал   | Номінація |
| Стамбульський міжнародний кінофестиваль                          |                                                                       |                    |           |
| 2012                                                             | Приз ФІПРЕССІ                                                         | Грозовий перевал   | Перемога  |